# كاتيلينا أوباميانغ
كاتيلينا أوباميانغ (بالفرنسية: Catilina Aubameyang)‏ (مواليد 1 سبتمبر 1983 في ليبرفيل) لاعب كرة قدم غابوني دولي يجيد اللعب في خط الهجوم . يلعب حاليا لصالح نادي غازيليك أجاكسيو الفرنسي من سنة 2010 .

## روابط خارجية
- كاتيلينا أوباميانغ على موقع الاتحاد الدولي (مؤرشف)  (الإنجليزية)
- كاتيلينا أوباميانغ على موقع رابطة كرة القدم الفرنسية للمحترفين (الإنجليزية)
- كاتيلينا أوباميانغ على موقع قاعدة بيانات كرة القدم.إي يو (الإنجليزية)
- كاتيلينا أوباميانغ على موقع ليكيب (الفرنسية)
- كاتيلينا أوباميانغ على موقع ناشيونال فوتبول تيمز (الإنجليزية)
- كاتيلينا أوباميانغ على موقع عالم كرة القدم.نت (الإنجليزية)